# Tercera Federación (Grupo IX)
El Grupo IX de la Tercera Federación es uno de los 18 que componen esta categoría. Desde que se reestructuró en 1980, participan en él los equipos de la zona oriental de la Federación Andaluza de Fútbol junto a un representante de la Federación Melillense.
Para los clubes de esta área es el quinto nivel de competición de las Ligas de fútbol de España, por debajo de la Segunda División RFEF y por encima de la División de Honor Andaluza para los conjuntos andaluces y de la Preferente de Melilla para los melillenses.
Debido a la cercanía de los equipos del Levante Almeriense a la Región de Murcia, algunos de estos equipos –como el Atlético Pulpileño y el Huércal-Overa CF– optan por federarse en la Federación Murciana y participar por tanto en el Grupo XIII de la categoría.
El Grupo IX es el heredero de su homónimo desde 2021 del Grupo IX de Tercera División, que se creó en el año 1980.

## Sistema de competición
El Grupo IX de Tercera División RFEF suele estar integrado por entre 16 y 18 clubes.
El sistema de competición es el mismo que en el resto de categorías de la Liga. Se disputa anualmente, empezando a finales del mes de agosto o principios de septiembre, y concluye en el mes de mayo o junio del siguiente año.
Los equipos del grupo se enfrentan todos contra todos en dos ocasiones, una en campo propio y otra en campo contrario. El orden de los encuentros se decide por sorteo antes de empezar la competición. El ganador de un partido obtiene tres puntos, el perdedor no suma ninguno y, en caso de un empate, se reparte un punto para cada equipo.
Al término de la temporada, el primer clasificado (excluyendo a los equipos filiales) se clasifica para disputar la siguiente edición de la Copa del Rey.

### Ascenso a Segunda División RFEF
Una vez finalizada la temporada regular, el primer clasificado se proclama campeón y asciende directamente a Segunda División RFEF, mientras que los clasificados entre el segundo y el quinto lugar disputan un playoff territorial para decidir una plaza que da acceso a la Promoción de ascenso a Segunda División RFEF. Esta promoción consta de una ronda de eliminación directa en la que el vencedor asciende de categoría.

### Descenso a Preferente Autónomica
Al término de la temporada los tres últimos clasificados descienden directamente a División de Honor Andaluza o Preferente de Melilla. Existe la posibilidad de que desciendan además tantos equipos a División de Honor Andaluza o Preferente de Melilla, como equipos de Andalucía oriental que desciendan de la Segunda División RFEF a Tercera División RFEF. También puede ocurrir que algunos de los equipos del grupo clasificados para el playoff logre el ascenso a la Segunda División RFEF, en cuyo caso ascenderían a Tercera División RFEF tantos conjuntos de División de Honor Andaluza o Preferente de Melilla como clubes hayan logrado el ascenso a Segunda División RFEF.

### Equipos filiales
Los equipos filiales pueden participar en Tercera División RFEF si sus primeros equipos compiten en una categoría superior de la Liga —Primera División, Segunda División, Primera División RFEF o Segunda División RFEF—. Los filiales y sus respectivos primeros equipos no pueden competir en la misma categoría; por ello, si un equipo desciende a Segunda División RFEF y su filial queda primero o gana los playoff de ascenso a esta categoría, deberá quedarse obligatoriamente en Tercera División RFEF. Del mismo modo, un filial que se haya clasificado para la fase de ascenso a Segunda División RFEF no puede disputarla si el primer equipo milita en dicha categoría. En este caso, lo sustituye el sexto clasificado. Esto no será así si el primer equipo milita en Segunda División RFEF, pero se clasifica para la fase de ascenso a Primera División RFEF.

## Equipos participantes
La temporada 2021-22 fue disputada por los siguientes equipos:
La temporada 2022-23 fue disputada por los siguientes equipos:
La temporada 2023-24 fue disputada por los siguientes equipos:
La temporada 2024-25 fue disputada por los siguientes equipos:
La temporada 2025-26 es disputada por los siguientes equipos:

## Clasificación histórica
Actualizado=1 de julio de 2025
| Pos | Ban                  | Equipo                               | Temp | Ptos | PJ  | PG | PE | PP | GF  | GC  | DG   | Cam | Sub | Pro | Asc |
| --- | -------------------- | ------------------------------------ | ---- | ---- | --- | -- | -- | -- | --- | --- | ---- | --- | --- | --- | --- |
| 1   | Bandera de Andalucía | Atlético Malagueño                   | 4    | 252  | 130 | 73 | 33 | 24 | 226 | 107 | 119  | 1   | 0   | 3   | 1   |
| 2   | Bandera de Andalucía | Real Jaén C. F.                      | 4    | 250  | 130 | 74 | 31 | 25 | 216 | 118 | 98   | 0   | 3   | 3   | 1   |
| 3   | Bandera de Andalucía | U. D. Torre del Mar                  | 5    | 227  | 130 | 67 | 26 | 37 | 197 | 131 | 66   | 0   | 0   | 3   | 0   |
| 4   | Bandera de Andalucía | C. F. Motril                         | 5    | 208  | 130 | 60 | 28 | 42 | 189 | 136 | 53   | 0   | 0   | 1   | 0   |
| 5   | Bandera de Andalucía | C. D. Huétor Tájar                   | 5    | 187  | 130 | 50 | 37 | 43 | 168 | 141 | 27   | 0   | 1   | 2   | 0   |
| 6   | Bandera de Andalucía | C. D. Huétor Vega                    | 5    | 187  | 130 | 49 | 40 | 41 | 164 | 150 | 14   | 0   | 0   | 0   | 0   |
| 7   | Bandera de Andalucía | C. D. U. D. Ciudad de Torredonjimeno | 5    | 179  | 130 | 46 | 41 | 43 | 189 | 167 | 22   | 0   | 0   | 0   | 0   |
| 8   | Bandera de Andalucía | U. D. Almería "B"                    | 3    | 165  | 96  | 47 | 24 | 25 | 174 | 93  | 81   | 0   | 0   | 2   | 1   |
| 9   | Bandera de Andalucía | C. D. Torreperogil                   | 5    | 163  | 130 | 42 | 37 | 51 | 136 | 149 | -13  | 0   | 0   | 0   | 0   |
| 10  | Bandera de Andalucía | El Palo F. C.                        | 4    | 145  | 96  | 40 | 25 | 31 | 119 | 109 | 10   | 0   | 0   | 1   | 0   |
| 11  | Bandera de Andalucía | Juventud de Torremolinos C. F.       | 3    | 139  | 66  | 40 | 19 | 7  | 110 | 44  | 66   | 2   | 0   | 0   | 2   |
| 12  | Bandera de Andalucía | Marbella F. C.                       | 2    | 130  | 62  | 41 | 7  | 14 | 120 | 43  | 77   | 1   | 0   | 1   | 1   |
| 13  | Bandera de Andalucía | Arenas de Armilla CyD                | 4    | 125  | 98  | 34 | 23 | 41 | 110 | 124 | -14  | 0   | 0   | 0   | 0   |
| 14  | Bandera de Andalucía | Atlético Porcuna C. F.               | 4    | 99   | 96  | 26 | 21 | 49 | 117 | 156 | -39  | 0   | 0   | 0   | 0   |
| 15  | Bandera de Andalucía | Atlético Mancha Real                 | 3    | 85   | 68  | 22 | 19 | 27 | 78  | 82  | -4   | 0   | 0   | 0   | 0   |
| 16  | Bandera de Andalucía | F. C. Málaga City                    | 3    | 79   | 98  | 18 | 25 | 55 | 80  | 158 | -58  | 0   | 0   | 0   | 0   |
| 17  | Bandera de Andalucía | C. P. Almería                        | 2    | 69   | 68  | 18 | 15 | 35 | 74  | 112 | -38  | 0   | 0   | 0   | 0   |
| 18  | Bandera de Andalucía | C. P. El Ejido                       | 2    | 64   | 68  | 14 | 22 | 32 | 66  | 99  | -33  | 0   | 0   | 0   | 0   |
| 19  | Bandera de Andalucía | U. D. Maracena                       | 2    | 64   | 64  | 14 | 22 | 28 | 63  | 98  | -35  | 0   | 0   | 0   | 0   |
| 20  | Bandera de Andalucía | C. P. Mijas Las Lagunas              | 2    | 54   | 34  | 14 | 12 | 8  | 53  | 35  | 18   | 0   | 0   | 0   | 0   |
| 21  | Bandera de Andalucía | F. C. Marbellí\|                     | 2    | 42   | 34  | 11 | 9  | 14 | 32  | 42  | -10  | 0   | 0   | 0   | 0   |
| 22  | Bandera de Andalucía | Martos C. D.                         | 2    | 38   | 34  | 11 | 5  | 18 | 28  | 41  | -13  | 0   | 0   | 0   | 0   |
| 23  | Bandera de Andalucía | Alhaurín de la Torre C. F.           | 1    | 34   | 32  | 9  | 7  | 16 | 28  | 49  | -21  | 0   | 0   | 0   | 0   |
| 24  | Bandera de Andalucía | U. D. San Pedro                      | 2    | 28   | 32  | 7  | 7  | 18 | 26  | 48  | -22  | 0   | 0   | 0   | 0   |
| 25  | Bandera de Andalucía | C. D. Rincón                         | 1    | 28   | 34  | 6  | 10 | 18 | 30  | 53  | -23  | 0   | 0   | 0   | 0   |
| 26  | Bandera de Andalucía | C. D. Alhaurino                      | 2    | 27   | 32  | 6  | 9  | 17 | 40  | 53  | -13  | 0   | 0   | 0   | 0   |
| 27  | Bandera de Melilla   | C. D. Huracán Melilla                | 1    | 5    | 30  | 1  | 2  | 27 | 8   | 119 | -111 | 0   | 0   | 0   | 0   |
| 28  | Bandera de Melilla   | C. D. Intergym Melilla               | 1    | 4    | 32  | 0  | 4  | 28 | 13  | 99  | -86  | 0   | 0   | 0   | 0   |
| 29  | Bandera de Melilla   | Atl. Melilla                         | 1    | 3    | 8   | 0  | 7  | 27 | 18  | 101 | -83  | 0   | 0   | 0   | 0   |
| 30  | Bandera de Andalucía | Churriana de la Vega C. F.           | 1    | 0    | 0   | 0  | 0  | 0  | 0   | 0   | 0    | 0   | 0   | 0   | 0   |
| 31  | Bandera de Andalucía | Recreativo Granada                   | 1    | 0    | 0   | 0  | 0  | 0  | 0   | 0   | 0    | 0   | 0   | 0   | 0   |
| 32  | Bandera de Melilla   | U. D. Melilla "B"                    | 1    | 0    | 0   | 0  | 0  | 0  | 0   | 0   | 0    | 0   | 0   | 0   | 0   |

## Palmarés
Nota: indicados en negrita los clubes que continúan en activo así como las temporadas en las que también consiguió el ascenso a Tercera División.
| Club                           | Títulos | Años             |
| ------------------------------ | ------- | ---------------- |
| Juventud de Torremolinos C. F. | 2       | 2021-22, 2023-24 |
| Marbella F. C.                 | 1       | 2022-23          |
| Atlético Malagueño             | 1       | 2024-25          |

### Por temporada
| Temporada | Campeón                        | Subcampeón         | Tercero            | Cuarto              | Quinto              |
| --------- | ------------------------------ | ------------------ | ------------------ | ------------------- | ------------------- |
| 2021-22   | Juventud de Torremolinos C. F. | C. D. Huétor Tájar | Marbella F. C.     | U. D. Almería "B"   | Atlético Malagueño  |
| 2022-23   | Marbella F. C.                 | Real Jaén C. F.    | El Palo F. C.      | U. D. Torre del Mar | Atlético Malagueño  |
| 2023-24   | Juventud de Torremolinos C. F. | Real Jaén C. F.    | Atlético Malagueño | U. D. Almería "B"   | U. D. Torre del Mar |
| 2024-25   | Atlético Malagueño             | Real Jaén C. F.    | C. F. Motril       | U. D. Torre del Mar | C. D. Huétor Tájar  |